# Anna z Auvergne
Anna z Auvergne (Anna d'Auvergne; 1358 – 22. září 1417, Moulins) byla v letech 1400 až 1417 suverénní dauphine z Auvergne, hraběnka z Forezu a paní z Mercoeur. Sňatkem s Ludvíkem II. Bourbonským se stala také bourbonskou vévodkyní.

## Život
Annina matka zemřela, když jí bylo kolem jedenácti let a otec se dvakrát znovu oženil, Anna tak měla několik nevlastních sourozenců z jeho třetího manželství s Markétou ze Sancerre.

### Bourbonská vévodkyně
Anna byla v deseti letech zasnoubena s Ludvíkem Bourbonským. Manželská smlouva byla 4. července 1368 v Montbrisonu a svatba se konala v lednu 1370 v Ardes. Anna a Ludvík byli bratranec a sestřenice, takže byl zapotřebí papežský dispenz, ten jim papež poskytl 15. srpna 1370.

### Hraběnka z Forezu
15. května 1372 zemřel Annin bezdětný strýc Jan, hrabě z Forezu. Anna byla jeho dědičkou, protože byla Janovou jedinou žijící neteří. V době svého nástupu byla Anna nezletilá (bylo jí čtrnáct let) a tak její babička Jana z Forezu sloužila jako regentka po dobu její plnoletosti, kdy Anna začala vládnout spolu s manželem Ludvíkem.

### Dauphine z Auvergne
V roce 1400 zemřel Annin otec a přenechal jí dauphinát Auvergne, kterému Anna vládla po dalších sedmnáct let. Deset let po smrti otce Anna ovdověla; její manžel Ludvík zemřel v roce 1410 v Montluçon a jejich nejstarší syn Jan se stal vévodou. Anna vládla dauphinátu dalších sedm let, do své smrti 22. září 1417 v Moulins. Přežil ji syn Jan a dcera Isabela.

## Potomci
1. Kateřina Bourbonská (n. 1378), zemřela mladá
2. Jan I. Bourbonský (1381–1434)
3. Ludvík Bourbonský (1388 – 1404)
4. Isabela Bourbonská (1384 – po 1451)